# آرایشگر دلقک
«آرایشگر دلقک» (انگلیسی: The Clown Barber) یک فیلم کمدی، کوتاه و صامت بریتانیایی به کارگردانی جیمز ویلیامسون است که در سال ۱۸۹۸ منتشر شد.